# Crevete

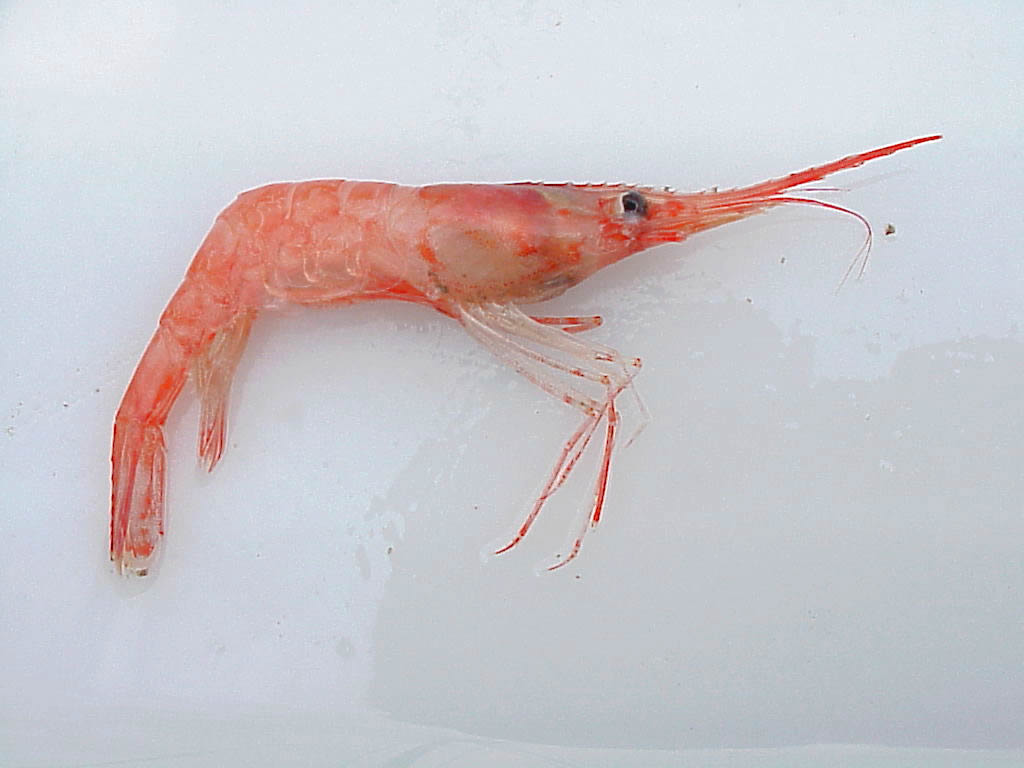
Pandalus borealis

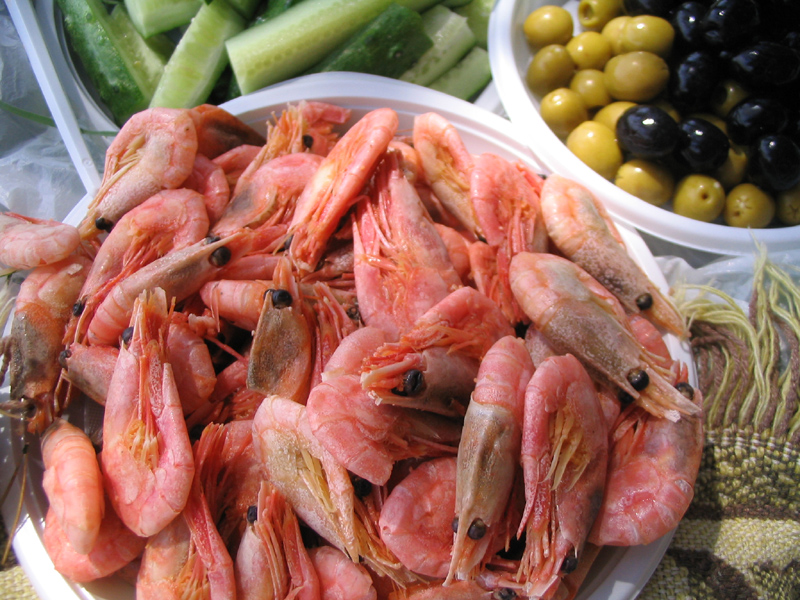
Crevete pe masa de sărbătoare

Crevetele sau creveta este denumirea dată mai multor specii de crustacee acvatice din ordinul decapodelor. Corpul are de la 2 până la 30 cm lungime și este, de regulă, turtit lateral și încovoiat. Crevetele se dezvoltă, de obicei, prin metamorfoză. Majoritatea sunt animale marine care populează întreg Oceanul Planetar. Crevetele servesc ca hrană pentru mulți pești și mamifere marine. Multe specii de crevete sunt pescuite pentru carnea foarte gustoasă, ca de exemplu crabul-Pandalus (Pandalus latirostris) din Extremul Orient.

## Taxonomia
- Alpheoidea Rafinesque, 1815
- Atyoidea De Haan, 1849
- Bresilioidea Calman, 1896
- Campylonotoidea Sollaud, 1913
- Crangonoidea Haworth, 1825
- Galatheacaridoidea Vereshchaka, 1997
- Nematocarcinoidea Smith, 1884
- Oplophoroidea Dana, 1852A
- Palaemonoidea Rafinesque, 1815
- Pandaloidea Haworth, 1825
- Pasiphaeoidea Dana, 1852A
- Physetocaridoidea Chace, 194
- Pleopteryxoidea †  Schweigert & Garassino, 2006
- Procaridoidea Chace & Manning, 1972
- Processoidea Ortmann, 1896
- Psalidopodoidea Wood-Mason, 1892
- Stylodactyloidea Bate, 1888

## Clasificare
Crevetele sunt crustacee înotătoare cu abdomen muscular îngust și antene lungi. Spre deosebire de crabi și homari, crevetele au pleopode bine dezvoltate și picioare subțiri adaptate pentru înot ;i mai puțin pentru mers. Din punct de vedere istoric, distincția dintre mers și înot a constituit diviziunea taxonomică primară în fostele subordine Natantia și Reptantia. Membrii Natantia (printre care creveții) s-au adaptat pentru înot, în timp ce Reptantia (crabi, homari etc.) s-au adaptat pentru târâș sau pentru mers.  
| Diferențele dintre creveți, homari și crabi | Diferențele dintre creveți, homari și crabi | Diferențele dintre creveți, homari și crabi |
| --- | --- | --- |
| Crevete | Homari | Crabi |
| Creveții sunt subțiri cu abdomenul muscular lung. Arată cam ca homari mici, dar nu ca niște crabi. Abdomenul crabilor este mic și scurt, în timp ce abdomenul de homari și creveți este mare și lung. Abdomenul inferior al pleopodurilor de sprijin pentru creveți, sunt bine adaptate pentru înot. Carapacele crabilor sunt largi și plate, în timp ce carapacele de homari și creveți sunt mai cilindrice. Antenele crabilot sunt scurte, în timp ce antenele de homari și creveți sunt de obicei lungi, ajungând la mai mult de două ori lungimea corpului la unele specii de creveți. | Homarul (ilustrate în stânga) și langusta (imaginea din dreapta) reprezintă o evoluție evolutivă intermediară între creveți și crabi. Arată oarecum ca niște versiuni mari de creveți. Homarii au gheare mari, în timp ce langustele nu au, dar au în schimb antene spinoase și o carapace spinoasă. Unele dintre cele mai mari decapoduri sunt homari. La fel ca crabii, homarii au picioare robuste și sunt foarte adaptate pentru a merge pe fundul mării, deși nu merg pe lateral. Unele specii au pleopode rudimentare, care le dau o anumită capacitate de a înota, și ca niște creveți pot lovi cu coada lor pentru a scăpa de prădători, dar modul lor principal de locomoție este mersul pe jos, nu înotul. | Crabii au evoluat de la creveții timpurii, deși nu arată ca niște creveți. Spre deosebire de creveți, abdomenul lor este mic și au antene scurte și o carapace scurtă, largă și plată. Ei au gheare de prindere proeminente ca perechea frontală a membrelor. Crabii sunt adaptați pentru mers pe fundul mării. Ei au picioare robuste și de obicei se mișcă de-a lungul fundului, mergând lateral. Ei au pleopode, dar le folosesc ca un organ intromitant sau pentru a ține pui de ouă și nu pentru înot. În comparație cu creveții și homarii, carapacele de crabi sunt deosebit de grele, dure și mineralizate. |

## Legături externe
- "Internal and External Anatomy of a Penaeid Shrimp"[nefuncțională]
 Fisheries Technical Paper 395, FAO, Rome.
- Shrimp versus prawn
- shrimp,lobster,crab ngrams
- Shrimp versus prawns – YouTube
- „Shrimp”. The New Student's Reference Work. 1914.